# Voetbalelftal van Bosnië en Herzegovina in 2011
Het voetbalelftal van Bosnië en Herzegovina speelde in totaal twaalf interlands in het jaar 2011, waaronder negen wedstrijden in de kwalificatiereeks voor de EK-eindronde 2012 in Polen en Oekraïne. Net als twee jaar eerder verloor de ploeg in de play-offs van het kwalificatietoernooi van Portugal. De selectie stond voor het tweede jaar op rij onder leiding van oud-international Safet Sušić. Hij trad aan als opvolger van Miroslav Blažević, die in eind 2009 was opgestapt na de dubbele nederlaag (twee keer 1-0) tegen Portugal. Op de FIFA-wereldranglijst steeg Bosnië en Herzegovina in 2011 van de 45ste (januari 2011) naar de 20ste plaats (december 2011), op dat moment de hoogste notering ooit voor Bosnië en Herzegovina.

## Balans
| Wedstrijden | Wedstrijden | Wedstrijden | Wedstrijden | Doelpunten | Doelpunten | Doelpunten | Punten |
| Gespeeld    | Winst       | Gelijk      | Verlies     | Voor       | Tegen      | Saldo      | Punten |
| ----------- | ----------- | ----------- | ----------- | ---------- | ---------- | ---------- | ------ |
| 12          | 5           | 3           | 4           | 15         | 14         | +1         | 1.083  |

## Interlands
|                                                                 |                                             |       |                |                                                                               |
| 9 februari Vriendschappelijk № 137 «onderlinge duels» 20:00 uur | Mexico                                      | 2 – 0 | Bosnië en Her. | Georgia Dome, Atlanta Toeschouwers: 17.000 Scheidsrechter: Jair Marrufo (USA) |
| 9 februari Vriendschappelijk № 137 «onderlinge duels» 20:00 uur | Miralem Pjanić 48' (e.d.) Édgar Pacheco 54' |       |                | Georgia Dome, Atlanta Toeschouwers: 17.000 Scheidsrechter: Jair Marrufo (USA) |

|                                                                     |                                   |       |                    |                                                                                   |
| 26 maart EK-kwalificatie Groep D № 138 «onderlinge duels» 18:15 uur | Bosnië en Herz.                   | 2 – 1 | Roemenië           | Bilino Polje, Zenica Toeschouwers: 13.000 Scheidsrechter: Fernando Teixeira (ESP) |
| 26 maart EK-kwalificatie Groep D № 138 «onderlinge duels» 18:15 uur | Vedad Ibišević 63' Edin Džeko 83' |       | 29' Ciprian Marica | Bilino Polje, Zenica Toeschouwers: 13.000 Scheidsrechter: Fernando Teixeira (ESP) |

|                                                                   |                                                       |       |                |                                                                                                |
| 3 juni EK-kwalificatie Groep D № 139 «onderlinge duels» 19:00 uur | Roemenië                                              | 3 – 0 | Bosnië en Her. | Giulesti-Valentin Stanescu, Boekarest Toeschouwers: 8.000 Scheidsrechter: Jonas Eriksson (SWE) |
| 3 juni EK-kwalificatie Groep D № 139 «onderlinge duels» 19:00 uur | Adrian Mutu 36' Ciprian Marica 40' Ciprian Marica 54' |       |                | Giulesti-Valentin Stanescu, Boekarest Toeschouwers: 8.000 Scheidsrechter: Jonas Eriksson (SWE) |

|                                                                   |                                        |       |         |                                                                            |
| 7 juni EK-kwalificatie Groep D № 140 «onderlinge duels» 19:15 uur | Bosnië en Herz.                        | 2 – 1 | Albanië | Bilino Polje, Zenica Toeschouwers: 10.000 Scheidsrechter: Kevin Blom (NED) |
| 7 juni EK-kwalificatie Groep D № 140 «onderlinge duels» 19:15 uur | Haris Medunjanin 67' Darko Maletić 90' |       |         | Bilino Polje, Zenica Toeschouwers: 10.000 Scheidsrechter: Kevin Blom (NED) |

|                                                                  |                 |       |             |                                                                                      |
| 10 augustus Vriendschappelijk № 141 «onderlinge duels» 20:00 uur | Bosnië en Herz. | 0 – 0 | Griekenland | Koševo Stadion, Sarajevo Toeschouwers: 12.000 Scheidsrechter: Nikola Dabanović (MNE) |
| 10 augustus Vriendschappelijk № 141 «onderlinge duels» 20:00 uur |                 |       |             | Koševo Stadion, Sarajevo Toeschouwers: 12.000 Scheidsrechter: Nikola Dabanović (MNE) |

|                                                                        |             |                                                 |                |                                                                               |
| 2 september EK-kwalificatie Groep D № 142 «onderlinge duels» 18:30 uur | Wit-Rusland | 0 – 2                                           | Bosnië en Her. | Dinamostadion, Minsk Toeschouwers: 25.365 Scheidsrechter: Viktor Kassai (HUN) |
| 2 september EK-kwalificatie Groep D № 142 «onderlinge duels» 18:30 uur |             | 21' (pen.) Sejad Salihović 24' Haris Medunjanin |                | Dinamostadion, Minsk Toeschouwers: 25.365 Scheidsrechter: Viktor Kassai (HUN) |

|                                                                        |                        |       |             |                                                                                 |
| 6 september EK-kwalificatie Groep D № 143 «onderlinge duels» 19:15 uur | Bosnië en Herz.        | 1 – 0 | Wit-Rusland | Bilino Polje, Zenica Toeschouwers: 16.000 Scheidsrechter: Martin Atkinson (ENG) |
| 6 september EK-kwalificatie Groep D № 143 «onderlinge duels» 19:15 uur | Zvjezdan Misimović 87' |       |             | Bilino Polje, Zenica Toeschouwers: 16.000 Scheidsrechter: Martin Atkinson (ENG) |

|                                                                      | |       |           |                                                                             |
| 7 oktober EK-kwalificatie Groep D № 144 «onderlinge duels» 19:00 uur | Bosnië en Herz.                                                                                             | 5 – 0 | Luxemburg | Bilino Polje, Zenica Toeschouwers: 10.000 Scheidsrechter: Simon Evans (WAL) |
| 7 oktober EK-kwalificatie Groep D № 144 «onderlinge duels» 19:00 uur | Edin Džeko 12' Zvjezdan Misimović 15' Zvjezdan Misimović 22' (pen.) Miralem Pjanić 36' Haris Medunjanin 51' |       |           | Bilino Polje, Zenica Toeschouwers: 10.000 Scheidsrechter: Simon Evans (WAL) |

|                                                                       |                        |       |                |                                                                                  |
| 11 oktober EK-kwalificatie Groep D № 145 «onderlinge duels» 20:00 uur | Frankrijk              | 1 – 1 | Bosnië en Her. | Stade de France, Parijs Toeschouwers: 78.457 Scheidsrechter: Craig Thomson (SCO) |
| 11 oktober EK-kwalificatie Groep D № 145 «onderlinge duels» 20:00 uur | Samir Nasri 77' (pen.) |       | 40' Edin Džeko | Stade de France, Parijs Toeschouwers: 78.457 Scheidsrechter: Craig Thomson (SCO) |

|                                                                          |                 |       |          |                                                                             |
| 11 november EK-kwalificatie Play-offs № 146 «onderlinge duels» 19:00 uur | Bosnië en Herz. | 0 – 0 | Portugal | Bilino Polje, Zenica Toeschouwers: 15.292 Scheidsrechter: Howard Webb (ENG) |
| 11 november EK-kwalificatie Play-offs № 146 «onderlinge duels» 19:00 uur |                 |       |          | Bilino Polje, Zenica Toeschouwers: 15.292 Scheidsrechter: Howard Webb (ENG) |

|                                                                          | |       |                                               |                                                                                    |
| 15 november EK-kwalificatie Play-offs № 147 «onderlinge duels» 21:00 uur | Portugal | 6 – 2 | Bosnië en Her.                                | Estádio da Luz, Lissabon Toeschouwers: 45.000 Scheidsrechter: Wolfgang Stark (GER) |
| 15 november EK-kwalificatie Play-offs № 147 «onderlinge duels» 21:00 uur | Cristiano Ronaldo 8' Nani 24' Cristiano Ronaldo 53' Hélder Postiga 72' Miguel Veloso 80' Hélder Postiga 82' |       | 41' (pen.) Zvjezdan Misimović 65' Emir Spahić | Estádio da Luz, Lissabon Toeschouwers: 45.000 Scheidsrechter: Wolfgang Stark (GER) |

|                                                                  |                     |       |                |                                                                                       |
| 16 december Vriendschappelijk № 148 «onderlinge duels» 19:30 uur | Polen               | 1 – 0 | Bosnië en Her. | Mardan Sports Complex, Antalya Toeschouwers: 150 Scheidsrechter: Yunus Yildirim (TUR) |
| 16 december Vriendschappelijk № 148 «onderlinge duels» 19:30 uur | Waldemar Sobota 27' |       |                | Mardan Sports Complex, Antalya Toeschouwers: 150 Scheidsrechter: Yunus Yildirim (TUR) |

## FIFA-wereldranglijst
| JAN | FEB | MAR | APR | MEI | JUN | JUL | AUG | SEP | OKT | NOV | DEC |
| --- | --- | --- | --- | --- | --- | --- | --- | --- | --- | --- | --- |
| 45  | 42  | 56  | 44  | 45  | 39  | 41  | 39  | 22  | 21  | 23  | 20  |

## Statistieken
| Kenan Hasagić      | 1980-02-01 | İstanbul Büyükşehir  | 7  | 0 | 0 | 43 | 0  |
| Asmir Begović      | 1987-06-20 | Stoke City           | 4  | 1 | 0 | 9  | 0  |
| Adnan Hadžić       | 1988-01-15 | NK Zrinjski Mostar   | 0  | 1 | 0 | 1  | 0  |
| Semir Bukvić       | 1991-05-21 | FK Željezničar       | 0  | 1 | 0 | 1  | 0  |
| Ibrahim Šehić      | 1988-09-02 | FK Željezničar       | 0  | 1 | 0 | 3  | 0  |
| Verdediging        |            |                      |    |   |   |    |    |
| Emir Spahić        | 1980-08-18 | Sevilla FC           | 10 | 0 | 1 | 54 | 3  |
| Mensur Mujdža      | 1984-03-28 | SC Freiburg          | 8  | 0 | 0 | 12 | 0  |
| Boris Pandža       | 1986-12-15 | KV Mechelen          | 5  | 0 | 0 | 17 | 0  |
| Saša Papac         | 1980-02-07 | Glasgow Rangers      | 5  | 0 | 0 | 30 | 0  |
| Adnan Mravac       | 1982-04-10 | SV Mattersburg       | 4  | 0 | 0 | 13 | 0  |
| Sanel Jahić        | 1981-12-10 | Karabükspor          | 2  | 0 | 0 | 20 | 1  |
| Muhamed Bešić      | 1992-09-10 | Hamburger SV         | 1  | 3 | 0 | 5  | 0  |
| Slavko Brekalo     | 1990-02-25 | NK Široki Brijeg     | 1  | 0 | 0 | 1  | 0  |
| Benjamin Čolić     | 1991-07-23 | FK Željezničar       | 1  | 0 | 0 | 1  | 0  |
| Amer Dupovac       | 1991-05-29 | FK Sarajevo          | 1  | 0 | 0 | 1  | 0  |
| Vedad Šabanović    | 1989-10-22 | GOŠK Gabela          | 1  | 0 | 0 | 1  | 0  |
| Dino Ćorić         | 1990-06-30 | NK Široki Brijeg     | 0  | 1 | 0 | 1  | 0  |
| Muhamed Subašić    | 1988-03-19 | Dynamo Dresden       | 0  | 1 | 0 | 3  | 1  |
| Ognjen Vranješ     | 1989-10-24 | FK Krasnodar         | 0  | 1 | 0 | 2  | 0  |
| Middenveld         |            |                      |    |   |   |    |    |
| Haris Medunjanin   | 1985-03-08 | Maccabi Tel Aviv     | 11 | 0 | 3 | 18 | 4  |
| Senad Lulić        | 1986-01-18 | Lazio Roma           | 11 | 0 | 0 | 16 | 0  |
| Miralem Pjanić     | 1990-04-02 | AS Roma              | 9  | 0 | 1 | 30 | 4  |
| Elvir Rahimić      | 1976-04-04 | CSKA Moskou          | 9  | 0 | 0 | 34 | 0  |
| Zvjezdan Misimović | 1982-06-05 | Dinamo Moskou        | 8  | 2 | 4 | 64 | 20 |
| Adnan Zahirović    | 1990-03-23 | Spartak Naltsjik     | 5  | 2 | 0 | 8  | 0  |
| Sejad Salihović    | 1984-10-08 | TSG Hoffenheim       | 5  | 0 | 1 | 26 | 4  |
| Senijad Ibričić    | 1985-09-26 | Lokomotiv Moskou     | 2  | 3 | 0 | 35 | 4  |
| Emir Halilović     | 1989-11-04 | NK Zvijezda Gradačac | 1  | 0 | 0 | 1  | 0  |
| Haris Harba        | 1988-07-14 | Olimpik Sarajevo     | 1  | 0 | 0 | 1  | 0  |
| Zoran Kvržić       | 1988-08-07 | NK Osijek            | 1  | 0 | 0 | 1  | 0  |
| Ivan Sesar         | 1989-01-23 | FK Sarajevo          | 1  | 0 | 0 | 1  | 0  |
| Muamer Svraka      | 1988-02-14 | FK Željezničar       | 1  | 0 | 0 | 1  | 0  |
| Darko Maletić      | 1980-10-20 | FK Aktobe            | 0  | 7 | 1 | 17 | 1  |
| Semir Štilić       | 1987-10-08 | Lech Poznań          | 0  | 3 | 0 | 7  | 0  |
| Nebojša Pejić      | 1988-01-05 | FK Kozara Gradiška   | 0  | 1 | 0 | 1  | 0  |
| Duško Sakan        | 1989-03-03 | Rad Belgrado         | 0  | 1 | 0 | 1  | 0  |
| Aanval             |            |                      |    |   |   |    |    |
| Edin Džeko         | 1986-03-17 | Manchester City      | 10 | 0 | 3 | 41 | 20 |
| Vedad Ibišević     | 1984-08-06 | VfB Stuttgart        | 4  | 2 | 1 | 34 | 8  |
| Ermin Zec          | 1988-02-18 | Gençlerbirliği SK    | 1  | 1 | 0 | 9  | 1  |
| Nermin Haskić      | 1989-06-27 | FK Sarajevo          | 1  | 0 | 0 | 1  | 0  |
| Zlatan Muslimović  | 1981-03-06 | PAOK Thessaloniki    | 0  | 6 | 0 | 30 | 12 |
| Amer Bekić         | 1992-08-05 | Zrinjski Mostar      | 0  | 1 | 0 | 1  | 0  |
| Jasmin Mešanović   | 1992-06-21 | Sloboda Tuzla        | 0  | 1 | 0 | 1  | 0  |
| Srđan Stanić       | 1989-07-06 | FK Željezničar       | 0  | 1 | 0 | 1  | 0  |

N/FS BiH · A-internationals · Bondscoaches · Statistieken · Bosnisch vrouwenelftal · Bosnië U23 · Bosnië U21 · Bosnië U19 · Bosnië U18 · Bosnië U17 · Bosnië U16
1995 – 1999 ·
2000 – 2009 ·
2010 – 2019 ·
2020 − 2029
WK 2014
1995 · 
1996 · 
1997 · 
1998 · 
1999 · 
2000 · 
2001 · 
2002 · 
2003 · 
2004 · 
2005 · 
2006 · 
2007 · 
2008 · 
2009 · 
2010 · 
2011 · 
2012 · 
2013 · 
2014 · 
2015 · 
2016 · 
2017 · 
2018 ·
2019 ·
2020 ·
2021 ·
2022 ·
2023 ·
2024
Albanië ·
Algerije ·
Andorra ·
Argentinië ·
Armenië ·
Azerbeidzjan ·
Bahrein ·
Bangladesh ·
België ·
Brazilië · 
Bulgarije ·
Chili ·
China ·
Costa Rica ·
Cyprus ·
Denemarken ·
Duitsland ·
Egypte ·
Engeland ·
Estland ·
Faeröer ·
Finland ·
Frankrijk ·
Georgië ·
Ghana ·
Gibraltar ·
Griekenland ·
Hongarije ·
Ierland · 
IJsland ·
Indonesië ·
Iran ·
Israël ·
Italië ·
Ivoorkust ·
Japan ·
Joegoslavië · 
Jordanië ·
Kazachstan ·
Koeweit ·
Kroatië ·
Letland ·
Liechtenstein ·
Litouwen ·
Luxemburg ·
Maleisië ·
Malta ·
Mexico ·
Moldavië ·
Montenegro ·
Nederland ·
Nigeria ·
Noord-Ierland ·
Noord-Macedonië ·
Noorwegen ·
Oekraïne ·
Oezbekistan ·
Oman ·
Oostenrijk ·
Paraguay ·
Polen ·
Portugal ·
Qatar ·
Roemenië ·
San Marino ·
Schotland ·
Senegal ·
Servië en Montenegro ·
Slovenië ·
Slowakije ·
Spanje ·
Tsjechië ·
Tunesië · 
Turkije ·
Verenigde Staten · 
Vietnam ·
Wales ·
Wit-Rusland ·
Zimbabwe ·
Zuid-Korea ·
Zweden ·
Zwitserland
Argentinië (2014) ·
Iran (2014) ·
Nigeria (2014)